# LGV Madrid-Barcelone-Figueras
La LGV Madrid - Barcelone - Figueras est une ligne à grande vitesse espagnole constituée de trois tronçons, mis en service en 2003 (entre Madrid et Lérida), puis en 2008 (entre Lérida et Barcelone) et enfin en 2013 (entre Barcelone et Figueras). Elle est connectée au réseau ferré français par le biais de la LGV Perpignan - Figueras transfrontalière qui traverse les Pyrénées par un tunnel de 8 km de long sous le col du Perthus. Elle permet de relier les villes de Madrid et Barcelone en 2h30. Le dernier tronçon Barcelone - Figueras comporte un tunnel et une nouvelle gare sous Barcelone.
Le tronçon Barcelone-Sants - Figueras a été inauguré le 8 janvier 2013 et mis en exploitation commerciale le 9 janvier 2013. À cette date, ne manquent que l'interconnexion à Figueres et la mise en service de la future gare de Barcelone-Sagrera (prévue pour 2022-2023).
Au premier semestre 2017, la LGV a transporté 2,15 millions de voyageurs, représentant une part de marché de 65,3% sur la liaison Madrid-Barcelone, devant le transport aérien et le transport routier.
Malgré les retards, la ligne a été achevée au début de l'année 2013.

## Histoire
La ligne a été ouverte en trois étapes entre Madrid et Lérida (2003) puis entre Lérida et Barcelone (2008) et enfin (2011) entre la Figueres-Vilafant et Perpignan. Le troisième tronçon est en cours de construction mais a pris du retard notamment pour le tunnel sous Barcelone et les tunnels Girona I et Girona II sous Gérone. En juillet 2011, ces trois tunnels ont été achevés. La mise en service, originellement prévue pour 2009, a été effectuée le 28 avril 2013.

## Evolution du trafic
| Année | Trafic annuel (en millions de voyageurs) |
| ----- | ---------------------------------------- |
| 2014  | 3,44                                     |
| 2015  | 3,72                                     |
| 2016  | 3,87                                     |

## Exploitation

### Desserte internationale

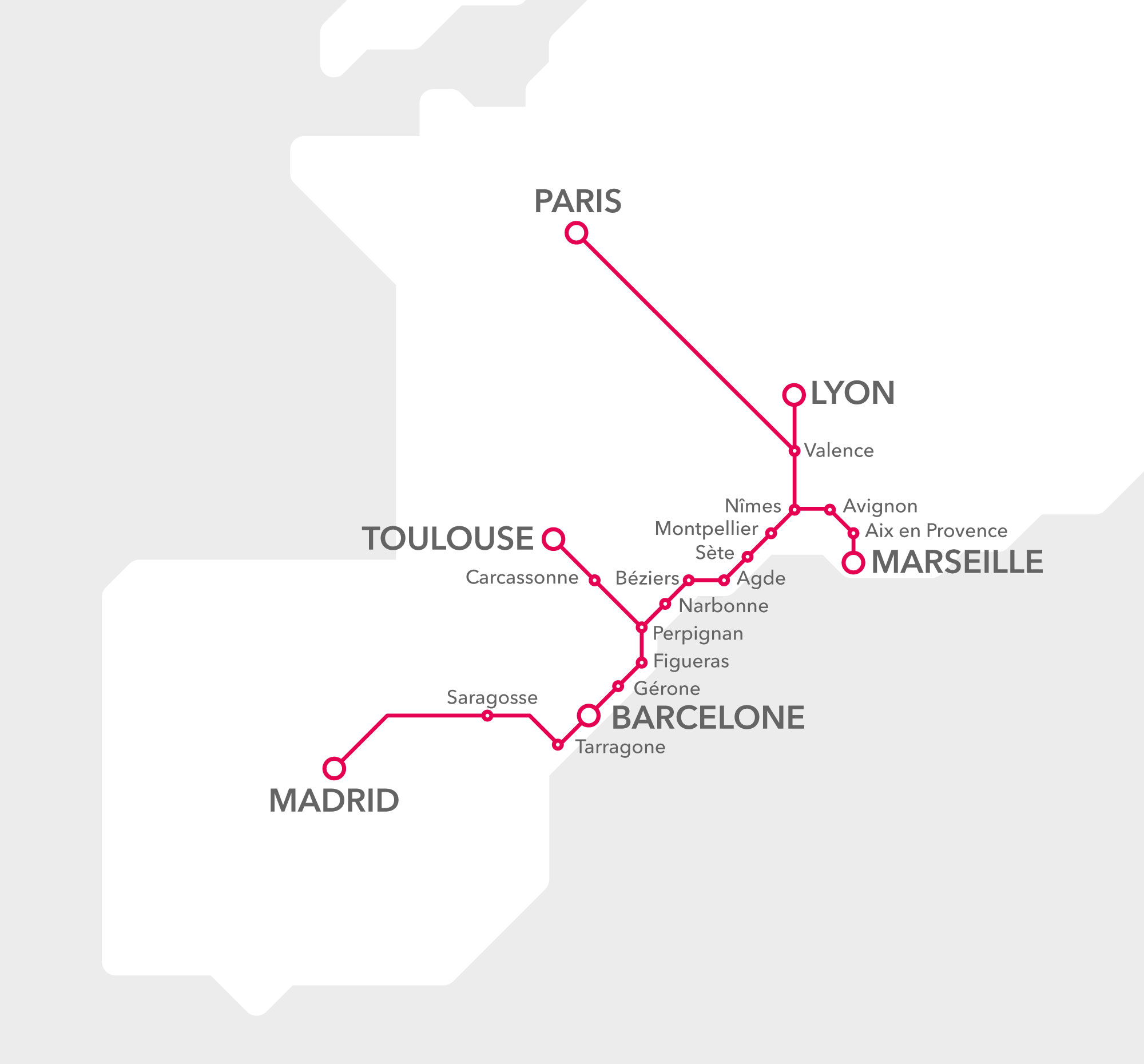
Carte schématique du réseau des trains Renfe-SNCF en Coopération (gérés par Elipsos), en juin 2014.

Le compte rendu d'une rencontre entre les ministres des Affaires étrangères Laurent Fabius et José Manuel García-Margallo indique que l'inauguration est « prévue en novembre », alors qu'un sommet franco-espagnol doit avoir lieu en Espagne le 27 novembre 2013. D'après l'AFP le 20 novembre 2013, la ministre espagnole des Transports, Ana Pastor, a annoncé le premier train à grande vitesse reliant directement Paris à Barcelone, en un peu plus de six heures, pour le 15 décembre 2013.
L'ouverture d'une desserte continue entre la France et l'Espagne a effectivement été inaugurée le 15 décembre 2013, avec une liaison Paris – Barcelone ; cette date correspond à la date de changement de la grille des trains publiée en France. L'ouverture de cette ligne a donc été marquée par une dizaine de reports avant son inauguration.
Le voyage de bout en bout dure six heures et 20 minutes, grâce à la suppression du changement de train à Figueras ; il existe alors deux allers-retours quotidiens. Lorsque le tronçon à grande vitesse entre Perpignan et Nîmes aura été construit, le trajet Barcelone – Paris ne durera plus que 5 h 35,.
Toutefois, à la suite de la suppression du train Toulouse-Matabiau – Barcelone-Sants en 2020 (dans le contexte de la pandémie de Covid-19), puis de celle des AVE Lyon-Part-Dieu – Barcelone-Sants et Marseille-Saint-Charles – Barcelone-Sants – Madrid-Atocha en décembre 2022 (concomitante à la dissolution de Renfe-SNCF en Coopération), seul subsiste alors le TGV inOui Paris-Gare-de-Lyon – Barcelone-Sants (désormais exploité uniquement par SNCF Voyageurs). Néanmoins, la Renfe relance seule ces AVE en juillet 2023, dans le cadre de l'ouverture à la concurrence.

### Ouverture à la concurrence des liaisons nationales
Dans le cadre de l'ouverture à la concurrence (notamment illustrée par l'arrivée en 2021 de trains Ouigo de la SNCF sur cette LGV, effectuant la liaison Madrid – Saragosse – Barcelone), la Renfe a misé sur l'Avlo (abréviation d'« AVE low cost »). Ce service utilise des rames S-106 et S-112, démunies de classes business et de voiture-bar (afin de réduire les coûts), avec respectivement 581 et 438 places (c'est-à-dire une augmentation de 20 % pour les S-112). Le premier Avlo devait circuler le 6 avril 2020 (mais est reporté au 23 juin 2021 en raison de la pandémie de Covid-19), également sur l'axe Madrid – Saragosse – Barcelone,.

## Galerie de photographies

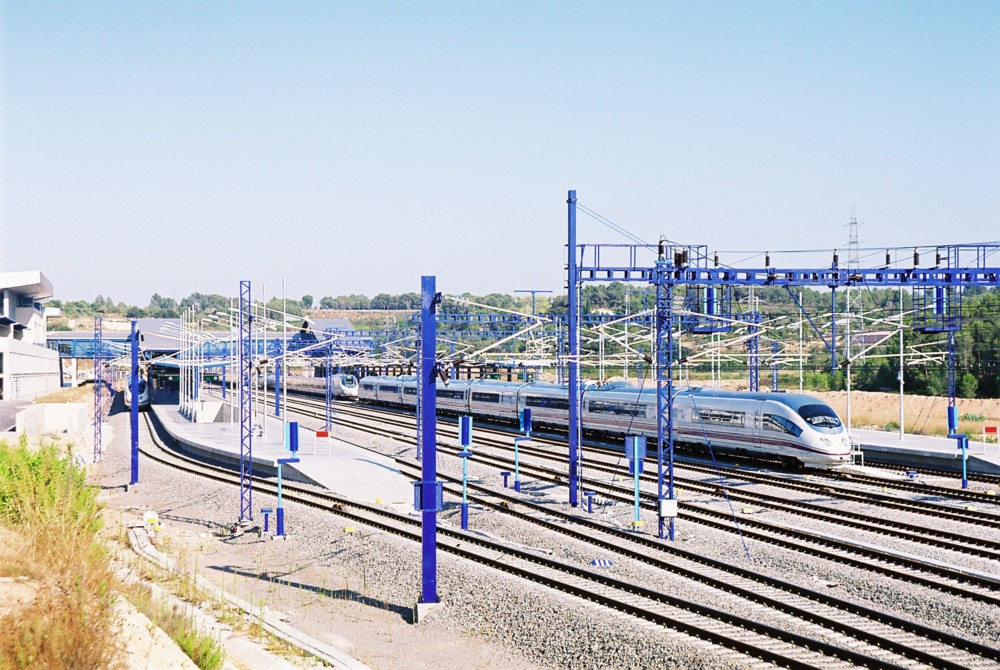
Des rames S-103, à la gare de Camp de Tarragone.
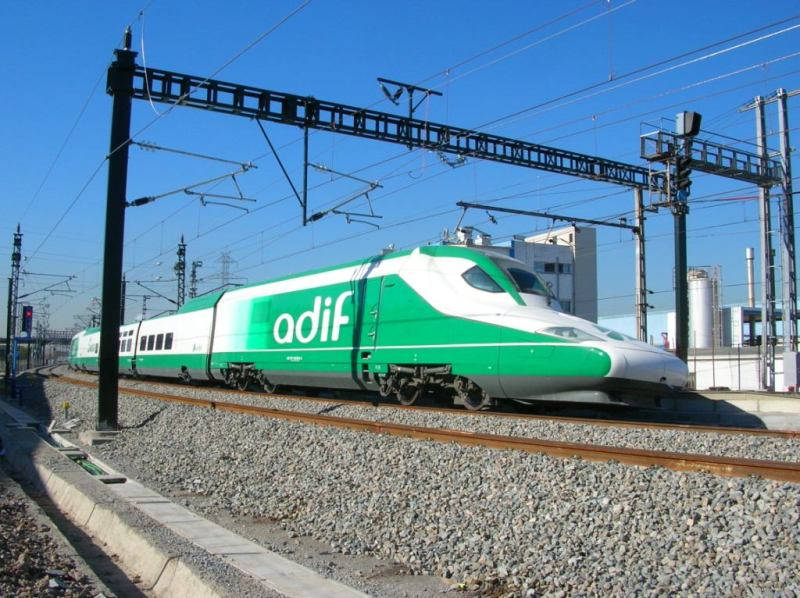
Rame de mesures de l'ADIF.
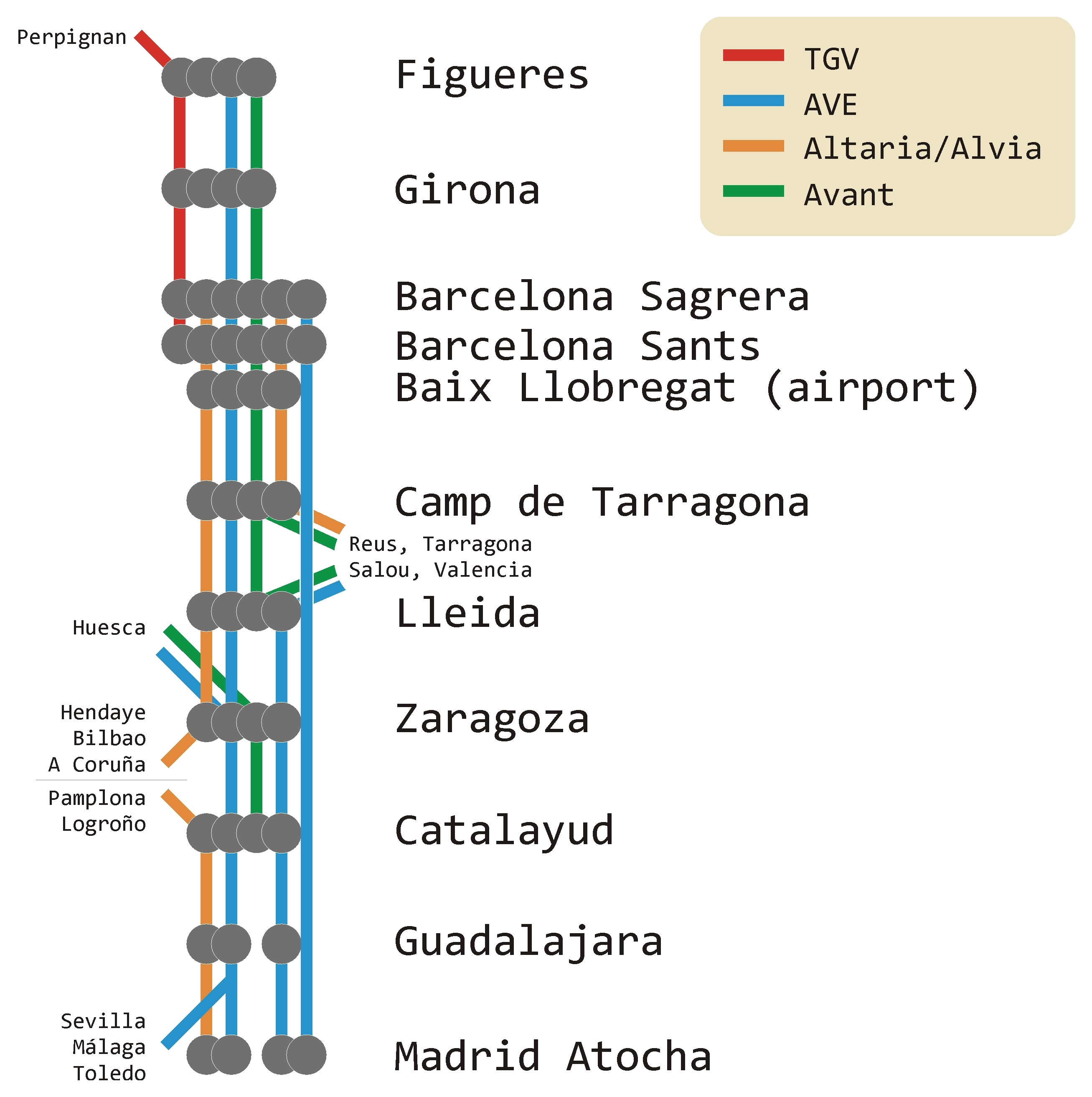
Les différents services assurés et prévus sur la LGV (schéma de 2007).
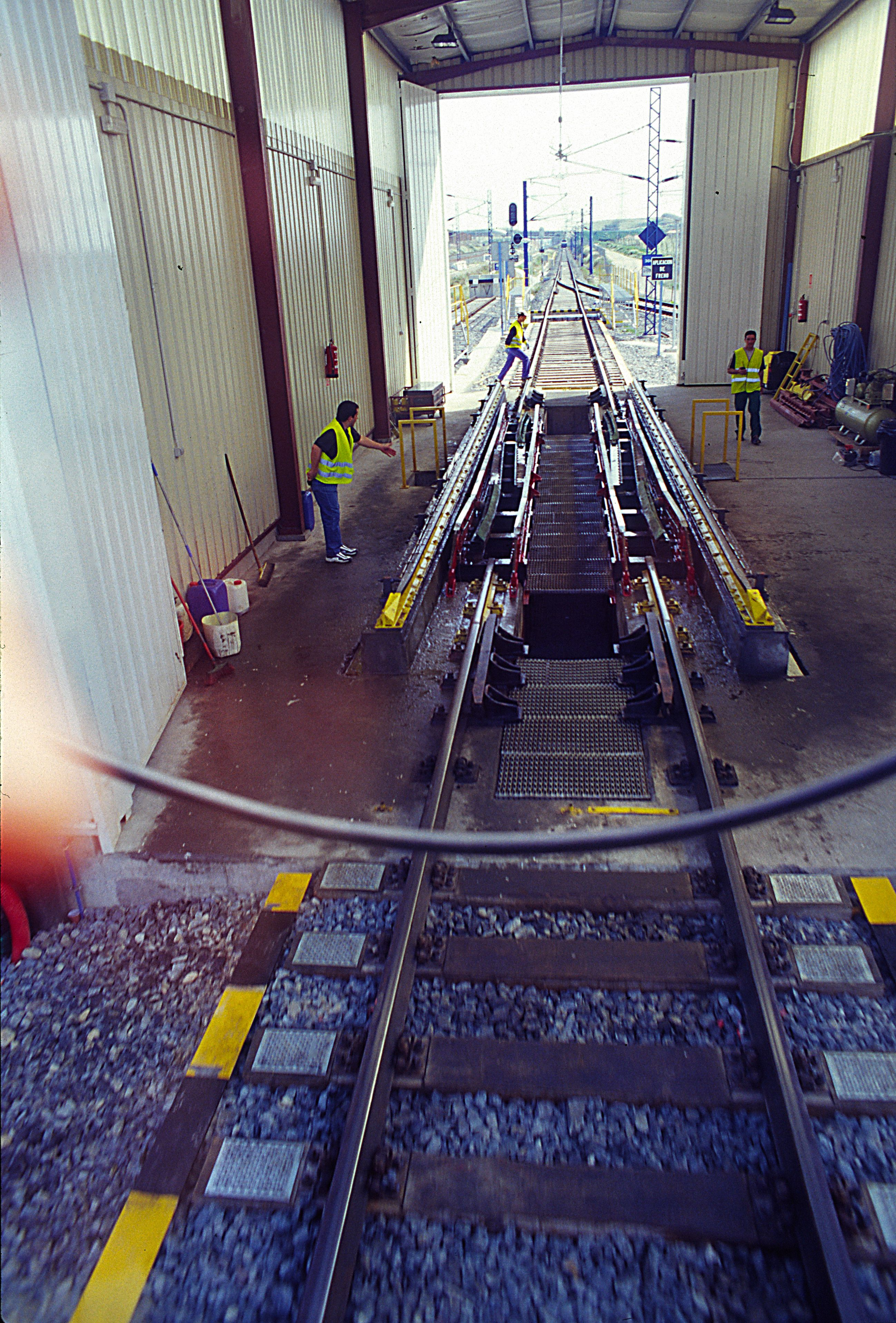
Une installation de modification d'écartement d'essieux, à Lérida.
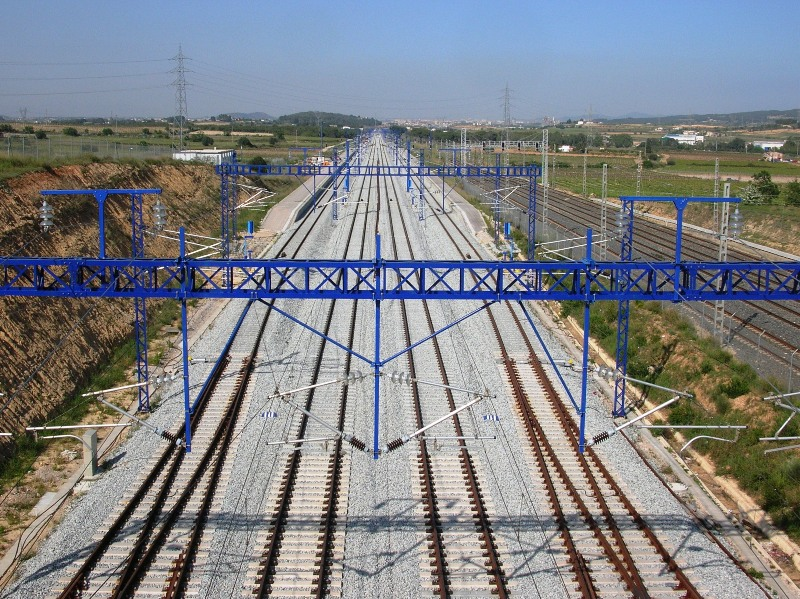
Quais de secours.
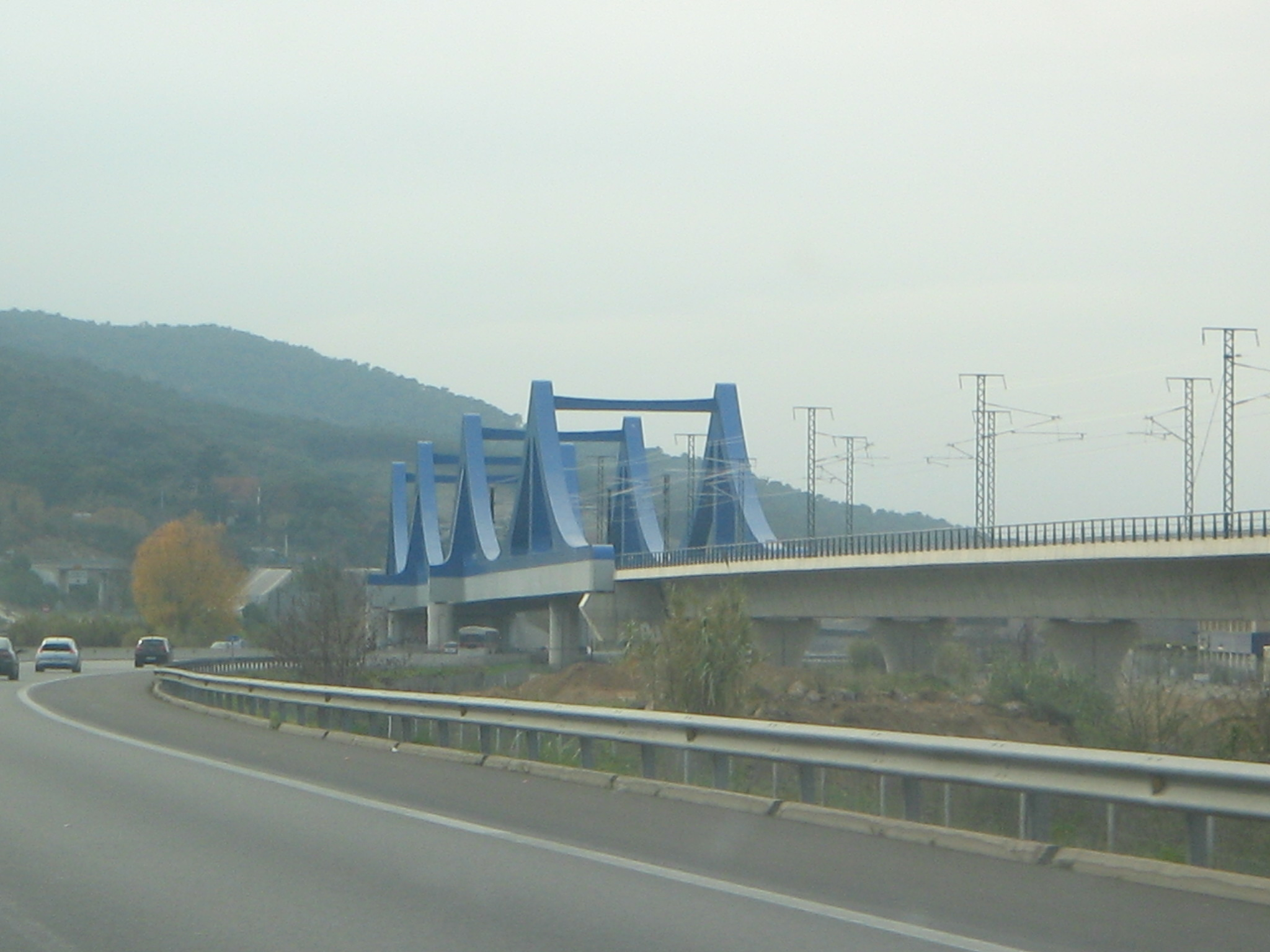
Pont sur l'AP-7, non loin de Barcelone.